# Elisabeth von Ulmann
Elisabeth von Ulmann (verheiratete Meyer-Runge, geborene Erichsen, * 21. April 1929 in Kiel; † 1. April 2005 ebenda) war eine deutsche Schriftstellerin und Lyrikerin.

## Leben
Elisabeth von Ulmann besuchte die Volksschulen in Rickling, Neumünster und Kiel und ab 1939 die Realschule in Kiel. Darauf legte sie in der Städtischen Höheren Handelslehranstalt Kiel ihre Fachhochschulreife ab. Von 1948 bis 1956 war sie als Handlungsbevollmächtigte beim Chemisch-pharmazeutischen Handelskontor in Kiel und von 1958 bis 1960 als Buchhändlerin tätig. Außerdem engagierte sie sich ehrenamtlich im sozialen Bereich (Kindergarten).
Sie war mit dem Maler Jürgen Runge verheiratet; in zweiter Ehe mit dem Kapitän Erich Meyer. In letzter Ehe war Elisabeth Meyer-Runge verheiratet mit dem Komponisten, Dirigenten, Schriftsteller und Journalisten Hellmuth von Ulmann (1913–1987), dessen Namen sie nach der Heirat (1985) annahm. Nach der Eheschließung schrieb sie ihre niederdeutschen Werke weiterhin unter dem Namen Elisabeth Meyer-Runge, während sie im hochdeutschen Bereich den Namen Elisabeth von Ulmann verwandte.
Elisabeth und Hellmuth von Ulmann lebten von 1982 bis 1984 gemeinsam zunächst in Itzehoe, von 1984 bis 1987 in Ulm und zuletzt in Heide, wo Hellmuth von Ulmann im September 1987 verstarb. Er wurde auf dem Friedhof in Heide beerdigt.
Bis zu ihrem Tod betreute Elisabeth von Ulmann den kompositorischen und schriftstellerischen Nachlass Hellmuth von Ulmanns, der nunmehr in die Betreuung durch die Elisabeth-von-Ulmann-Gesellschaft e.V. übergegangen ist.
Elisabeth von Ulmann war acht Jahre Beiratsmitglied im Bibliotheksverband Schleswig-Holstein, Mitglied und Beirat des Schriftstellerverbandes in Schleswig-Holstein, Mitglied im Eutiner Kreis und in der Hamburger Autorenvereinigung. Von 1977 bis 1980 amtierte sie als Vorsitzende der niederdeutschen Autoren- und Wissenschaftler-Tagung (Bevensen-Tagung e.V.). 1987 wurde sie Gründungsmitglied des CLUB ULM/NEU-ULM der Soroptimisten International.
Nach dem Tod ihres Ehemannes zog Elisabeth von Ulmann wieder nach Kiel. Sie hatte einen Sohn.

## Wirken
Lesen und Schreiben gehörte für sie zusammen. Die Zeitgeschichte seit 1945 erlebte sie in steter Verwunderung und eher schmerzhafter Skepsis. Kunst galt ihr als Richtungshilfe im unentwegten Bemühen, die Gegebenheiten des Menschlichen von ihrem Ursprung her und in ihren Differenzierungen zu erfassen. Die Zukunft hatte sie dabei real und mit utopischem Sinn zugleich im Blick. „Unterwegs sein – das Seiende im sich Wandelnden aufspüren“. Sie selbst und Verleger machten für ihre Arbeitsweise die Unterscheidung Poetin und Schriftstellerin. In ihren niederdeutschen Texten suchte sie oft die Distanz, um menschliche Verhaltensweisen und gesellschaftliche Entwicklungen kritisch zu bewerten.
Elisabeth von Ulmann liebte ihr Geburtsland Schleswig-Holstein und fand in ihm eine ständige Inspirationsquelle. Hier lebte sie, in dem Land, in dem neben Hochdeutsch auch die niederdeutsche Sprache zu Hause ist. Sie schrieb in beiden Sprachen, und zwar Lyrik, Prosa, Hörspiele, Essayistisches, Dialogisches.
Frühzeitig suchte Elisabeth Meyer-Runge auch den Kontakt zur darstellenden Kunst. So war sie nebenberuflich fünfundzwanzig Jahre lang als Bühnenschauspielerin und auch Regisseurin an der niederdeutschen Bühne Kiel tätig. 1971 wurde ein von ihr verfasstes Märchen aufgeführt. Autodidaktische Studien in Germanistik und Philosophie. Veröffentlichte als Poetin und Schriftstellerin Lyrik, Erzählungen, Essays und Dialogisches – auch in Niederdeutsch. Mitglied verschiedener Autoren- und Schriftstellervereinigungen.
Die Autorin arbeitete ebenfalls eng mit bildenden Künstlern zusammen und baute dies gemeinsame Schaffen später noch aus. Von ihrem Bemühen um Mitsprache und -entscheidung im schriftstellerischen Bereich zeugen mehrere Mitgliedschaften in diversen Vereinigungen. Sie trat bei zahlreichen Lesungen, auch in Galerien, in Erscheinung. 1981 besuchte sie den Poeten-Weltkongress in San Francisco, sicher ein Höhepunkt in ihrer bisherigen künstlerischen Laufbahn. Sie war zeitweise als VHS-Dozentin tätig und trat bei unzähligen Lesungen auf.
Nach ihrem Tod erschien das Buch Unvermindertes Entzücken – Notizen einer späten Liebe. Kurz vor ihrem Tod im Frühjahr 2005, einem Vermächtnis gleich, übereignet Elisabeth von Ulmann ihrer Freundin Ingeborg Körber ein Notizbuch, mit der lapidaren Bemerkung: „Mach’ damit, was du willst!“
Und so kam es, dass die Elisabeth-von-Ulmann-Gesellschaft e.V., die sich ein Jahr nach dem Tod der Lyrikerin als Literatur- und Namensgesellschaft formierte, von diesem Heft Kenntnis erhielt. Mit den Mitgliedern, den Freundinnen und Freunden der von Ulmanns, entstand nun in gemeinsamer Erinnerungsarbeit das vorliegende Werk. Es enthält eine Sammlung meist handschriftlicher Notizen, Aphorismen, Anspielungen und Dialog-Bruchstücke: abwechselnd aufgezeichnet von Hellmuth und Elisabeth. „Fragmente einer späten und doch so großen und wunderbaren Liebe“, immerhin war Hellmuth von Ulmann bereits 68 Jahre alt; seine Frau 52 Jahre.
Die Notizen stammen aus dem Zeitraum vom 17. November 1982 bis zum 11. Mai 1986. Sie regen dazu an, sich den Kontext dieses Liebespaares zu erschließen. Mit einer erinnernden Einführung von Ingeborg Körber und Erläuterungen aus literaturwissenschaftlicher Sicht von Marianne Beese. Der ebenso spannende wie emotional anrührende Bericht wird durch eine Auswahl von Bildern Ingeborg Körbers farblich gewürzt und nimmt auf die Liebe der von Ulmanns, feinsinnig und temperamentvoll zugleich, gestalterisch Bezug.
Die Elisabeth-von-Ulmann-Gesellschaft e.V. (gegründet am 17. Oktober 2007) hat sich außer der Pflege des Vermächtnisses der Lyrikerin und ihres Ehemannes, des Komponisten Hellmuth von Ulmann, zum Ziel gesetzt, zeitgenössische Literatur in ihrem Sinne zu fördern.

## Auszeichnungen
- 1978 Freudenthal-Preis (Freudenthal-Gesellschaft)
- 1982 Hamburger Literaturpreis für Kurzprosa
- 1983 Lyrikpreis AWMM lux. (abgelehnt)
- 1999 Freundesgabe des Arbeitskreises für deutsche Dichtung
- 2000 Georg-Dehio-Preis
- 2000 Medaglia d’oro „Concorso Internazionale di Poesia“ nel Sannio, Italien

## Publikationen

### Schriften
Veröffentlichungen unter Elisabeth Meyer-Runge
- Dem Traum vom Menschen nachgegangen. J. G. Bläschke, St. Michael 1979, ISBN 3-7053-0987-0.
- Einsichtig – Gedichte. Desire & Gegenrealismus, Schwandorf 1979, ISBN 3-88397-019-0.
- In diesem Land – In’t Land Schleswig-Holstein – Gedichte. Westholsteinische Verlagsanstalt Boyens & Co., Heide 1980, ISBN 3-8042-0243-8.
- Wenn Kassandra wiederkehrte – Gedichte. Desire & Gegenrealismus, Schwandorf 1981, ISBN 3-88397-071-9.
- Alltiet Ulenspegel – Ut nedderdüütsche Eulenspiegel-Dichtungen. Husum Druck- und Verlagsgesellschaft, Husum 1985, ISBN 3-88042-270-2.
- Een Fru von Föfftig – Irmgard B. ehr Tagebook. Westholsteinische Verlagsanstalt Boyens & Co., Heide 1988, ISBN 3-8042-0441-4.
- Sprachen und Landschaften – Klenner op dat Jahr 2003. Verlag71 Rudi Duwe, Plön 2002, ISBN 3-928905-35-X.

Veröffentlichungen unter Elisabeth von Ulmann
- Wort und Bild – Bild und Wort – Werkproben. MZ-Verlagdruckerei, Memmingen 1982.
- Das Jahr gehört allen – Geschichten und Gedichte. Maximilian Dietrich, Memmingen 1984, ISBN 3-87164-113-8.
- Nicht sich der ZUKUNFT verweigern – Gedichte. Herp, München 1990, ISBN 3-927958-01-8.
- Es geschah einmal … Zwölf Märchenparaphrasen und eine zu Märchen der Brüder und Versunkene Volksmärchen. edition DAX, Hamburg 1992, ISBN 3-88697-018-3.
- Skulptur und Wort – Wort und Skulptur: eine Zwischenbilanz. Gemeinsam mit Margret Erichsen-Worch, edition DAX, Hamburg 1992, ISBN 3-88697-039-6.
- Dimensionen-Wechsel – Gedichte und Kurzprosa. Broschat, Hohenwestedt 1993, ISBN 3-924256-48-9.
- Antworten auf Bilder der Hertha M. Lehment – Gedichte und rhythmisierte Prosa. Broschat, Hohenwestedt 1998, ISBN 3-924256-78-0.
- Elisabeth von Ulmann. Freundesgabe zum 21. April 1999 Hans-Joachim Sander (Hrsg.), Arbeitskreis für deutsche Dichtung e. V.
- Finde-Funde – Gedichte und poetisierte Prosa – Deutsch – Italienisch. Westholsteinische Verlagsanstalt Boyens & Co, Heide 2000, ISBN 3-8042-1102-X.
- Eins und eins … oh ja Liebe. Verlag71 Rudi Duwe, Plön 2003, ISBN 3-928905-34-1.
- Grosse Klage um einen namens Woyzeck – nach Georg Büchner. Boyens Medien GmbH, Heide 2004, ISBN 3-8042-1142-9.

Veröffentlichungen mit Hellmuth von Ulmann
- Heimat haben wir zu werden – Ein Briefwechsel. Edition Herodot, Göttingen 1984, ISBN 3-88694-504-9.
- Zeig mir einen Narren. Eugen Salzer, Heilbronn 1987, ISBN 3-7936-0942-1.
- Insel des Friedens. C. H. Wäser, Bad Segeberg 1991, ISBN 3-87883-046-7.
- Toccata des Lebens. Verlag Ingo Koch, Rostock 2004, ISBN 3-937179-32-1.
- Unvermindertes Entzücken – Notizen einer späten Liebe. Elisabeth-von-Ulmann-Gesellschaft e.V. (Hrsg.), Books on Demand, Norderstedt 2009, ISBN 978-3-8370-7382-9.

### Anthologien und Periodika
- Schleswig-Holstein mit der Beilage „Uns’ Moderspraak“ (1976)
- Quickborn – Zeitschrift für plattdeutsche Sprache und Literatur (1976 oder früher)
- Die Heimat – Zeitschrift für Natur- und Landeskunde von Schleswig-Holstein und Hamburg (1978)
- Rendsburger Jahrbuch (1978)
- Heimatland (1978)
- Jahrbuch der Heimatgemeinschaft Eckernförde e. V. (1978)
- Klaus-Groth-Gesellschaft – Jahresgabe (1979)
- Eulenspiegel-Jahrbuch (1979)
- Schleswig-Holsteinischer Heimatkalender (1980)
- Schriftsteller in Schleswig-Holstein – heute (1980)
- Zwischen Eider und Wiedau – Heimatkalender für Nordfriesland (1980)
- Heimat: Anthologie (1980)
- Jahrbuch für den Kreis Stormarn (1983)
- Steinburger Jahrbuch (1984)
- Euterpe – Jahrbuch für Literatur (1984)
- Euterpe Poetische Landschaften (2001)
- Euterpe Poetische Porträts (2005)
- Mien plattdüütsch Leesbook (1986)
- Jahrbuch für Schleswig-Holstein – Heimatkalender (1990)
- Kiel – Ein Lesebuch (1990)
- Ünnerholung op platt – Dörch dat Land (1992)
- Poesie der Nordseeküste (1993)
- Der Dreischneuß – Blätter für Gedichte und Geschichten (1996)
- Dithmarschen – Zeitschrift für Landeskunde und Landschaftspflege (1996)
- Wortwahl – Literaturzeitschrift des Nordens (1998)
- Voß un Haas – Norddeutscher Heimatkalender (2000)
- Fundstücke – Jahrbuch für zeitgenössische Literatur (2001–2006)
- Freudenthal-Preisträger/innen 1976–2001 – „Ik löw, ick bin en Stück von di …“ (2002)
- mare – Die Zeitschrift der Meere (2002)
- Uns nedderdüütsche Blatt (2002)

### Theater und Hörspiele
- Niederdeutsche Bühne Kiel:
  - Spielzeit 1970/71: Regie geführt mit Hermann Bruhn beim Weihnachtsmärchen „Schneewittchen und die sieben Zwerge“, Premiere am 13. Dezember 1970
  - Spielzeit 1971/72: Regie geführt beim Weihnachtsmärchen „Rumpelstilzchen“ in eigener Bearbeitung des Grimmschen Märchens, Premiere am 10. Dezember 1971
  - Spielzeit 1975/76: Regie geführt mit Hermann Bruhn beim Weihnachtsmärchen „Die Prinzessin und der Schweinehirt“, Premiere am 13. Dezember 1975

- Andere
  - „Kasimir und Karoline“ (von Ödön von Horváth) wurde übertragen ins Niederdeutsche
  - Die Komödie „Ok en Familiendag“ wurde aufgeführt
  - Das Hebbel-Epos „Mutter und Kind“, eine szenische Lesung, wurde im Auftrag der Hebbel-Gesellschaft zur Jubiläumsaufführung für Lesebühne eingerichtet.

## Sekundärliteratur
- Willi Eggers: Laudatio (für Elisabeth Meyer-Runge) am 30. September 1978 in Scheeßel.
- Fernand Hoffmann: Elisabeth Meyer-Runge: Auf keinen Fall zwischen zwei Stühlen. Bemerkungen zur „Mundartgemäßheit“ und zum „poetischen Switching“ in der Lyrik der niederdeutschen Autorin. (1982)
- Bernd Rachuth: Sprache der Offenbarung. Elisabeth Meyer-Runges Gedicht „Mien Kinner“. (1984)
- Dieter Stellmacher: Elisabeth Meyer-Runge. (1984)
- Marianne Beese: Laudatio für Elisabeth von Ulmann zum 70. Geburtstag, „Freundesgabe“ des Arbeitskreises für deutsche Dichtung e.V. Göttingen (1999)
- Frank Trende (Mitglied im Vorstand des Vereins für Dithmarscher Landeskunde): Elisabeth von Ulmann wird 75. (2004)
- Christel Bröer (1. Vorsitzende NordBuch e.V.): Nachruf für Elisabeth von Ulmann. (2005)
- Bernd Rachuth: Nachruf auf Elisabeth von Ulmann (Elisabeth Meyer-Runge) (2005)
- Wolfgang Riedel: Dichtung – Landschaft – Zum Gedenken an Elisabeth von Ulmann anläßlich ihres 80. Geburtstages am 21. April 2009; In: Natur- und Landeskunde DIE HEIMAT, 116. Jg. S. 171–175 (2009)